# Ван Чжиюй
Ван Чжию́й (кит. упр. 王智宇, пиньинь Wáng Zhìyǔ; род. 24 августа 1996, Харбин) — китайский кёрлингист.
В составе мужской сборной Китая участник зимних Олимпийских игр 2022 (заняли пятое место), чемпионата мира 2021 (заняли четырнадцатое место), двух Тихоокеанско-азиатских чемпионатов (лучший результат — серебряные призёры в 2018), чемпион Панконтинентального чемпионата (2024), бронзовый призёр зимних Азиатских игр 2025. В составе смешанной парной сборной Китая бронзовый призёр зимних Азиатских игр 2025. В составе юниорской мужской сборной Китая участник двух чемпионатов мира (лучший результат — восьмое место в 2018).
В «классическом» кёрлинге (команда из четырёх человек одного пола) в основном играет на позицияхвторого и третьего.

## Достижения
- Панконтинентальный чемпионат по кёрлингу: золото (2024).
- Тихоокеанско-азиатский чемпионат по кёрлингу: серебро (2018), бронза (2019).
- Зимние Азиатские игры
  - мужчины: бронза (2025);
  - смешанная пара: бронза (2025).

## Команды
| Сезон                                               | Четвёртый    | Третий        | Второй        | Первый        | Запасной                                                                                   | Турниры                                                       |
| --------------------------------------------------- | ------------ | ------------- | ------------- | ------------- | ------------------------------------------------------------------------------------------ | ------------------------------------------------------------- |
| 2016—17                                             | Ван Фэнчунь  | Ван Чжиюй     | Yuan Mingjie  | Cheng Kuo     | Li Hongbo                                                                                  |                                                               |
| 2016—17                                             | Ван Чжиюй    | Yuan Ming Jie | Li Hong Bo    | Kang Xin Long | Cheng Kuo тренер: Ли Хунчэнь                                                               | ЧМЮ 2017 (9 место)                                            |
| 2017—18                                             | Ван Чжиюй    | Тянь Цзяфэн   | Wang Xiangkun | Zhang Zezhong | Guan Tianqi тренер: Ли Гуансюй                                                             | ЧМЮ 2018 (8 место)                                            |
| 2018—19                                             | Цзоу Цян     | Ван Чжиюй     | Шао Чжилинь   | Сюй Цзинтао   | Цзян Дунсюй (ТАЧ) Ба Дэсинь (ЧМ) тренеры: Чжан Чжипэн Даниэль Рафаэль (ТАЧ, ЧМ)            | ТАЧ 2018 · КМ 2018/19 (2 этап) (5 место) · ЧМ 2019 (11 место) |
| 2019—20                                             | Цзоу Цян     | Ван Чжиюй     | Тянь Цзяфэн   | Сюй Цзинтао   | Хань Пэн тренеры: Сёрен Гран, Марко Мариани                                                | ТАЧ 2019                                                      |
| 2020—21                                             | Цзоу Цян     | Тянь Цзяфэн   | Ван Чжиюй     | Сюй Цзинтао   | Хань Пэн тренер: Сёрен Гран                                                                | ЧМ 2021 (14 место)                                            |
| 2021—22                                             | Ма Сююэ      | Цзоу Цян      | Ван Чжиюй     | Сюй Цзинтао   | Цзян Дунсюй тренер: Пейя Линдхольм                                                         | ЗОИ 2022 (5 место)                                            |
| 2023—24                                             | Ма Сююэ      | Цзоу Цян      | Ван Чжиюй     | Тянь Цзяфэн   | Ли Чжичао тренер: Лю Жуй                                                                   | ПКЧ 2023 (9 место)                                            |
| 2024—25                                             | Сюй Сяомин   | Фэй Сюэцин    | Ван Чжиюй     | Ли Чжичао     | Ye Jianjun (ПКЧ, ЗАИ), Yang Bohao (ЧМ) тренеры: Тань Вэйдун (ПКЧ, ЗАИ, ЧМ), Чжоу Янь (ЗАИ) | ПКЧ 2024 · ЗАИ 2025 · ЧМ 2025 (4 место)                       |
| Кёрлинг среди смешанных пар (mixed doubles curling) |              |               |               |               |                                                                                            |                                                               |
| 2016—17                                             | Чжан Лицзюнь | Ван Чжиюй     |               |               |                                                                                            | [ 3 ]                                                         |
| 2024—25                                             | Хань Юй      | Ван Чжиюй     |               |               | нац. тренер: Тань Вэйдун                                                                   | ЗАИ 2025                                                      |
| 2024—25                                             | Хань Юй      | Ван Чжиюй     |               |               | тренеры: Чжоу Янь, Тань Вэйдун                                                             | ЧМСП 2025 (17 место)                                          |

(скипы выделены полужирным шрифтом)

## Частная жизнь
Не женат.
Начал заниматься кёрлингом в 2004 году, в возрасте 8 лет.